# Baltoro Kangri
Baltoro Kangri (znany też jako Złoty Tron) – szczyt w grupie Masherbrum Range, części Karakorum. Leży w północnym Pakistanie, na południe od Gaszerbrum, a na wschód od Chogolisy. Jest to 82 co do wysokości szczyt Ziemi.